# Psałterz

Psałterz floriański

Psałterz (w średniowiecznej łacinie psalterium od późnogr. psaltērion) – wydana oddzielnie księga zawierająca 150 biblijnych psalmów używana jako modlitewnik, śpiewnik, bądź też przeznaczona do celów liturgicznych w chrześcijaństwie lub judaizmie. Nazwa księgi pochodzi od strunowego szarpanego instrumentu muzycznego posiadającego płaskie pudło rezonansowe, nazywanego w języku greckim psalterium. Niektóre psałterze w wersji Septuaginty, jak np. Psałterz synajski, zawierają też dodatkowe kantyki znane jako Ody.
Pierwotnie Księga Psalmów została spisana w języku hebrajskim. Jednak późniejsze rękopisy bądź wydania drukowane w językach narodowych były tłumaczone z łacińskiej Wulgaty w Kościele Zachodnim bądź z greckiej Septuaginty w Kościele Wschodnim. Kościoły protestanckie powróciły do tłumaczeń z języka hebrajskiego.
Najstarszym znanym polskim psałterzem jest pochodzący z drugiej połowy XIV wieku trójlingwiczny (polsko-niemiecko-łaciński) Psałterz floriański. Kolejnym samodzielnym tłumaczeniem był Psałterz puławski z drugiej połowy XV wieku. W XVI wieku pojawiło się kilka nowych przekładów psałterzy, a wśród nich pierwsze polskie tłumaczenie wierszowane Jakuba Lubelczyka (1558) i wierszowana parafraza – Psałterz Dawidów Jana Kochanowskiego (1579). Rymowany Psałterz Dawida opublikował również Franciszek Karpiński (1786).

## Wybrane psałterze
- Psałterz Blanki Kastylijskiej
- Psałterz Harleya
- Psałterz Henryka VIII
- Psałterz Huntera
- Psałterz Ingeborgi
- Psałterz Roberta de Lisle
- Psałterz kopenhaski
- Psałterz z Corbie
- Psałterz z St Albans